# فرج الحوار
فرج الحوار، كاتب وروائي وباحث تونسي من مواليد مدينة حمام سوسة في 12 فبراير 1954، زاول تعليمه الابتدائي والثانوي بمدينة سوسة، من خريجي دار المعلمين العليا بتونس لسنة 1978 في اختصاص اللغة الفرنسية وآدابها، يراوح بين الكتابة باللغة العربية واللغة الفرنسية، وتم اختيار روايته «المؤامرة» في عام 1992 ضمن أفضل 100 رواية صدرت في القرن العشرين.

## سيرته المهنية
فرج الحوار هو روائي تونسي، وعضو اتحاد الكتاب التونسيين منذ سنة 1993. كتب الرواية باللغتين العربية والفرنسية، والقصة والشعر باللغة الفرنسية. وفي سنة 1985 أصدر أول رواية له بعنوان «الموت والبحر والجرذ»، لتكون أرصدته الروائية أكثر من 16 رواية.
حقق الحوار عددًا من الكتب التراثية منها: «كنايات الأدباء وإشارات البلغاء»، و «الروض العاطر في نزهة الخاطر»، و«كتابة الرغبة» (وهو عبارة عن دراسة حول أدب جورج باتاي، بالفرنسية، 2013)، و«قاموس الثورة التونسية» (بالفرنسية، 2018). كما ترجم من العربية إلى الفرنسية (بالاشتراك مع حافظ الحديدي) «أنطولوجيا القصة التونسية» (2008)، و«انطولوجيا الرواية التونسية» (2009).
يحمل الحوار شهادة الكفاءة في البحث، وله دراسات وأبحاث في ميدان تخصصه، حيث أنجز أطروحة دكتوراه حول «إشكالية الرغبة في كتابات جورج باتاي»، وبحثًا مطوّلاً في الجنسانية في التراثين الفرنسي والعربي الإسلامي.

## روايته
بعض من كتاباته الروائية:
- (1992)، المؤامرة، دار المعارف للطباعة والنشر، مصر
- (1995)، النهاية في الكتابة: دار المعارف للطباعة والنشر، مصر
- (1999)، الجسد وليمة، دار تبر الزمان، تونس
- (2008)، طقوس الليل: منشورات الجمل، ألمانيا
- (2019)، التطهير: دار زينب للنشر، تونس
- (2023)، وحلة الكلاب.[7]

## تحقيق التراث
حقق العديد من المؤلفات التراثية منها:
| الكتاب                                                                           | المؤلف                                        | التاريخ | ملاحظات |
| -------------------------------------------------------------------------------- | --------------------------------------------- | ------- | ------- |
| النهاية في الكناية                                                               | أبو منصور إسماعيل الثعالبي                    | 2006    |         |
| أخبار أبي نواس                                                                   | أبو هفان بن حرب المهزمي                       | 2012    |         |
| كنايات الأدباء وإشارات البلغاء                                                   | أبو العباس الجرجاني                           | 2018    |         |
| اليواقيت الثمينة في صفات السمينة                                                 | جلال الدين السيوطي                            | 2018    |         |
| الروض العاطر في نزهة الخاطر                                                      | أبو عبد الله محمد بن محمد النفزاوي            |         |         |
| كتاب الوشاح في فوائد النكاح                                                      | جلال الدين السيوطي                            | 2019    |         |
| جوامع اللذة (جزآن)                                                               | أبو الحسن علي بن نصر بن يعقوب الدينوري الكاتب | 2020    |         |
| كتاب الزهر الأنيق في البوس والتعنيق، والهيج والشهيق ومخالفة الزوج ومطاوعة العشيق | مجهول                                         | 2021    |         |
| ديوان سعد الدين بن عربي                                                          | سعد الدين بن عربي                             | 2021    | [ 8 ]   |
| مراتع الغزلان في وصف الحسان من الغلمان (جزآن)                                    | شمس الدّين النّواجي                             | 2022    |         |

## جوائزه
- نال جائزة أبي القاسم الشابي عن رواية «المؤامرة» سنة 1992[3]
- حاز جائزة الكومار الثانية عن روايته باللغة الفرنسية، Ainsi parlait San-Antonio
- اختيار روايته «المؤامرة» ضمن أفضل 100 رواية صدرت في القرن العشرين